# Apotistatus
Apotistatus é um gênero de traça pertencente à família Agonoxenidae.